# 16e cérémonie des Visual Effects Society Awards
La 16e cérémonie des Visual Effects Society Awards (VES Awards), organisée par la Visual Effects Society, a eu lieu le 13 février 2018 et à récompenser les meilleurs effets visuels de l'année 2017

## Palmarès

### Meilleurs effets visuels dans un film enprise de vue réelle
- La Planète des singes : Suprématie (War for the Planet of the Apes)
  - Blade Runner 2049
  - Les Gardiens de la Galaxie Vol. 2 (Guardians of the Galaxy Vol. 2)
  - Kong : Skull Island
  - Star Wars : Les derniers Jedi (Star Wars: Episode VIII – The Last Jedi)

### Meilleur effets visuels secondaire dans un film live
- Dunkerque
  - Les heures sombres
  - Downsizing
  - Mother!
  - Line of fire

### Meilleure animation dans un film d'animation
- Coco
  - Captain Superslip
  - Cars 3
  - Moi, moche et méchant 3
  - LEGO Batman, le film
  - LEGO Ninjago, le film

### Meilleur personnage animé dans un film enprise de vues réelles
- César dans La Planète des singes : Suprématie (War for the Planet of the Apes) – Ludovic Chailloleau, Tim Forbes, Douglas McHale, Dennis Yoo
  - Kong dans Kong : Skull Island
  - Méchant singe dans La Planète des singes : Suprématie (War for the Planet of the Apes) – Florian Fernandez, Mathias Larserud, Aidan Martin, Eteuati Tema
  - Rachel dans Blade Runner 2049

### Meilleur personnage animé dans un film d'animation
- Coco pour Hector
  - Moi, moche et méchant 3 pour Bratt
  - Baby Boss pour Baby Boss
  - LEGO Ninjago, le film pour Garmadon
  - LEGO Ninjago, le film pour Garma Mecha Man

### Meilleur environnement fictif dans un film enprise de vues réelles
- Blade Runner 2049 pour Los Angeles
  - Blade Runner 2049 pour la décharge
  - Blade Runner 2049 pour Las Vegas
  - La Planète des singes : Suprématie (War for the Planet of the Apes) pour la Forteresse cachée – Gak Gyu Choi, Greg Notzelman, Jay Renner, James Shaw
  - La Planète des singes : Suprématie (War for the Planet of the Apes) pour le Camp de prisonniers – Jeremy Fort, Paul Harris, Thomas Sing Wai Lo, Phillip Leonhardt

### Meilleur environnement fictif dans un film d'animation
- Coco pour le monde des morts
  - Cars 3 pour le circuit abandonné
  - Moi, moche et méchant 3 pour la destruction d'Hollywood
  - LEGO Ninjago, le film pour la ville Ninjago

### Meilleure photographie virtuel dans un projet live
- Les Gardiens de la Galaxie Vol. 2 pour le combat d'ouverture
  - La Belle et la Bête pour la séquence C'est la fête
  - Star Wars : Les derniers Jedi pour la bataille sur Crait
  - Thor : Ragnarok pour le flashback des Valkyries

### Meilleurs modèles dans un film
- Blade Runner 2049 pour le QG de la Police de Los Angeles
  - Moi, moche et méchant 3 pour la voiture de Dru
  - Life : Origine Inconnue pour l'ISS
  - U.S. Marines : Anthem pour le monument

### Meilleurs simulations et effets par ordinateur dans un film enprise de vues réelles
- La Planète des singes : Suprématie (War for the Planet of the Apes) – Gary Boyle, David Caeiro Cebrián, Chet Leavai, Johnathan Nixon
  - Kong : Skull Island
  - Line of fire pour le feu et la fumée
  - Star Wars : Les derniers Jedi pour les bombardements
  - Star Wars : Les derniers Jedi pour la destruction du Destroyer Stellaire de classe Mega

### Meilleurs simulations et effets par ordinateur dans un film animé
- Coco
  - Cars 3
  - Moi, moche et méchant 3
  - Ferdinand
  - Baby Boss

### Meilleurcompositingdans un long métrage
- La Planète des singes : Suprématie (War for the Planet of the Apes) – Robin Hollander, Christoph Salzmann, Beck Veitch, Ben Warner
  - Blade Runner 2049 pour l'hologramme de Joi
  - Kong: Skull Island
  - Thor : Ragnarok pour la bataille sur le pont

### Meilleurs effets visuels dans un programme TV
- Game of Thrones pour l'épisode "Au-delà du mur"
  - Marvel : Les Agents du SHIELD pour l'épisode "Orientation, partie 1"
  - Legion pour l'épisode "Chapitre 1"
  - Star Trek Discovery pour l'épisode "Des salutations vulcaines"
  - Stranger Things pour l'épisode "Chapitre 9 : Le portail"

### Meilleur effets visuels secondaire dans un programme TV
- Black Sails pour l'épisode "XXIX"
  - Fear The walking Dead pour l'épisode "Balade en traîneaux"
  - Vikings pour l'épisode "A l'aube du dernier jour"
  - Mr. Robot pour l'épisode "3rr3ur_d'3x3cuti0n.r00"
  - Outlander pour l'épisode "L’Œil du Cyclone"
  - Taboo pour l'épisode "Pilote"

### Meilleurs effets visuels dans une publicité live
- Samsung pour "Do What you Can't"
  - Beyond Good and Evil 2 pour le trailer de l'E3
  - Kia pour Hero's Journey
  - Mercedes-Benz pour "King of the jungle"
  - Monsters pour "Opportunity Roars"

### Meilleure personnage animé dans un programme TV ou un jeu vidéo
- Game of Thrones pour l'attaque du train dans l'épisode "Les butins de guerre"
  - Black Mirror pour Metalhead
  - Game of Thrones pour l'ours polaire zombie dans l'épisode "Au-delà du mur"
  - Game of Thrones pour la rencontre de Drogon et Jon dans l'épisode "Fort-Levant"

### Meilleure personnage animé dans une publicité
- Samsung pour "Do What you Can't"
  - Beyond Good and Evil 2 pour le trailer de l'E3
  - Mercedes-Benz pour "King of the jungle"
  - Netto pour le lapin dans "The Easter Surprise"

### Meilleure environnement fictif dans un programme TV, une publicité ou un jeu vidéo
- Game of Thrones pour le lac gelé dans l'épisode "Au-delà du mur"
  - Assassin's Creed Origins pour la ville de Memphis
  - Game of Thrones pour l'épisode "Fort-Levant"
  - Still Star-Crossed pour la ville
  - Stranger Things pour l'épisode "Chapitre 9 : Le portail"

### Meilleurs simulations et effets par ordinateur dans un programme TV, une publicité ou un jeu vidéo
- Game of Thrones pour la destruction du mur dans l'épisode "Le Dragon et le loup"
  - Game of Thrones pour le lac gelé dans l'épisode "Au-delà du mur"
  - Heineken pour "The Trailblazers"
  - Outlander pour la tempête en mer dans l'épisode "L’Œil du Cyclone"

### Meilleur compositing dans un programme TV
- Game of Thrones pour l'attaque du train dans l'épisode "Les butins de guerre"
  - Game of Thrones pour le lac gelé dans l'épisode "Au-delà du mur"
  - Game of Thrones pour l'épisode "Fort-Levant"
  - Star Trek Discovery

### Meilleur compositing dans une publicité
- Samsung pour "Do What you Can't"
  - Destiny 2 pour "New Legends Will Rise"
  - Nespresso pour "Comin' Home"
  - Virgin Media pour "Delivering Awesome"

### Meilleurs effets visuels en temps réel dans un jeu vidéo
- Assassin's Creed Origins
  - Call of Duty: WWII
  - Fortnite
  - Sonaria
  - Uncharted : The Lost Legacy

### Meilleurs effets visuels dans un projet physique spécial
- Avatar Flight of Passage
  - Corona:  Paraiso Secreto
  - Guardians of the Galaxy – Mission: Breakout!
  - National Geographic Encounter: Ocean Odyssey
  - Nemo and Friends SeaRider
  - Star Wars: Secrets of the Empire

### Meilleurs effets visuels dans un projet étudiant
- Hybrids
  - Creature Pinup
  - Les Pionniers de I'Univsers
  - The Endless

## Spécials

### Lifetime Achievement Award
- Jon Favreau

### VES Visionary Award
- Joe Letteri